# دمیتری ایفگنویچ ریبولوفلیف
دمیتری ایفگنویچ ریبولوفلیف، (به روسی: Дмитрий Евгеньевич Рыболовлев) (زاده ۲۲ نوامبر ۱۹۶۶) کارآفرین، سرمایه‌دار و مدیر ارشد اجرایی روس است، که مالک شرکت اورال‌کالی و باشگاه فوتبال موناکو می‌باشد.
وی در ماه مارس ۲۰۱۴ با دارایی خالص ۸٫۸ میلیارد دلار در رتبه ۱۴۷ از فهرست ثروتمندترین افراد جهان قرار داشت.